# Michal Zamir

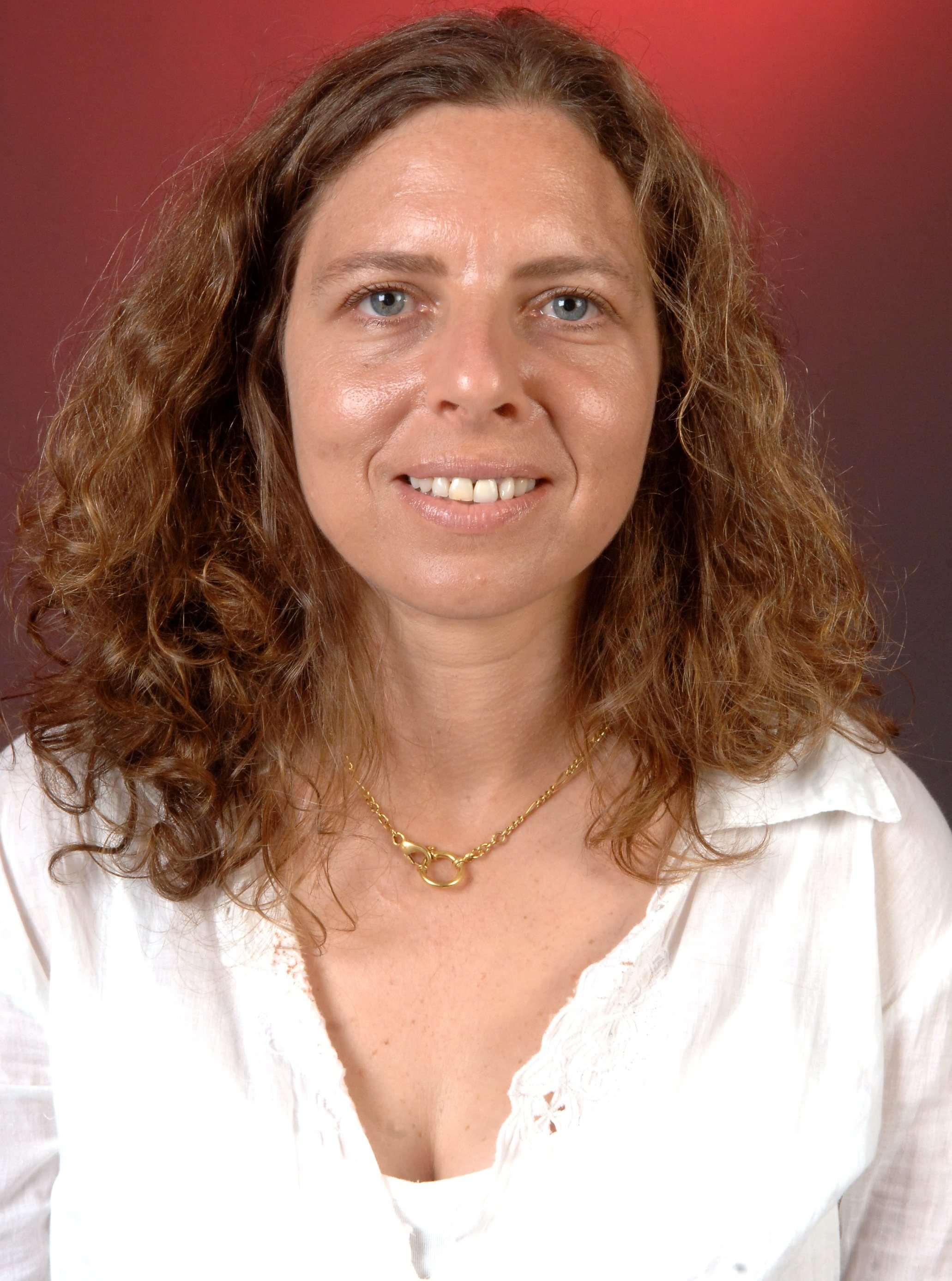
Michal Zamir, 2006

Michal Zamir (hebräisch מיכל זמיר; * 1964 in Tel Aviv) ist eine israelische Schriftstellerin. Sie ist die Tochter von Zvi Zamir, dem früheren Direktor des israelischen Auslandsgeheimdienstes Mossad.

## Leben
Ihr Erstling erschien 2004. In ihrem 2005 erschienenen und von der israelischen Kritik gelobten Roman Das Mädchenschiff schildert sie die Dienstzeit einer jungen Frau in der israelischen Armee als eine Zeit dauernder Erniedrigung und existenzieller Belästigung. In ihrem Roman Die Siedlung beschreibt sie, wie die Gründergeneration Israels von einer neuen Wirtschaftselite verdrängt wird, die keine Ideale mehr kennt.

## Werke
- פגישות (Novelle, 2004)
- ספינת הבנות (Roman, 2005)
  - Das Mädchenschiff. Roman. übersetzt von Ruth Achlama, Mare, Hamburg 2007, ISBN 978-3-86648-065-0; Fischer-Taschenbuch-Verlag, Frankfurt 2009, ISBN 978-3-596-18170-4
    - Ines Kappert: Ein Fick geht immer. In: taz, 6. Oktober 2007; Rezension
    - Julia Bähr: Der Kaffee, das bin ich. In: FAZ, 17. Dezember 2007; Rezension
- מתקנים ואטרקציות (Roman, 2008)
  - Die Siedlung. übersetzt von Ruth Achlama, Atrium, Zürich 2009, ISBN 978-3-85535-825-0
    - Annabel Wahba: Roman: Die Kinder des Mossad. In: Die Zeit, Nr. 29/2009; Rezension